# Оливезе
Оливезе (фр. Olivese, корс. Livesi) — коммуна во Франции, находится в регионе Корсика. Департамент коммуны — Южная Корсика. Входит в состав кантона Тараво-Орнано. Округ коммуны — Сартен.
Код INSEE коммуны — 2A186.

## Население
Население коммуны на 2008 год составляло 264 человека.
| 1962 | 1968 | 1975 | 1982 | 1990 | 1999 | 2008 |
| ---- | ---- | ---- | ---- | ---- | ---- | ---- |
| 435  | 363  | 300  | 319  | 283  | 282  | 264  |

## Экономика
В 2007 году среди 144 человек в трудоспособном возрасте (15—64 лет) 68 были экономически активными, 76 — неактивными (показатель активности — 47,2 %, в 1999 году было 46,8 %). Из 68 активных работали 66 человек (36 мужчин и 30 женщин), безработными были 2 мужчины. Среди 76 неактивных 13 человек были учениками или студентами, 26 — пенсионерами, 37 были неактивными по другим причинам.
В 2008 году в коммуне насчитывалось 124 домохозяйства, в которых проживали 264 человека, медиана доходов составляла 14 948 евро на одного человека.